# Balúčistán (historické území)

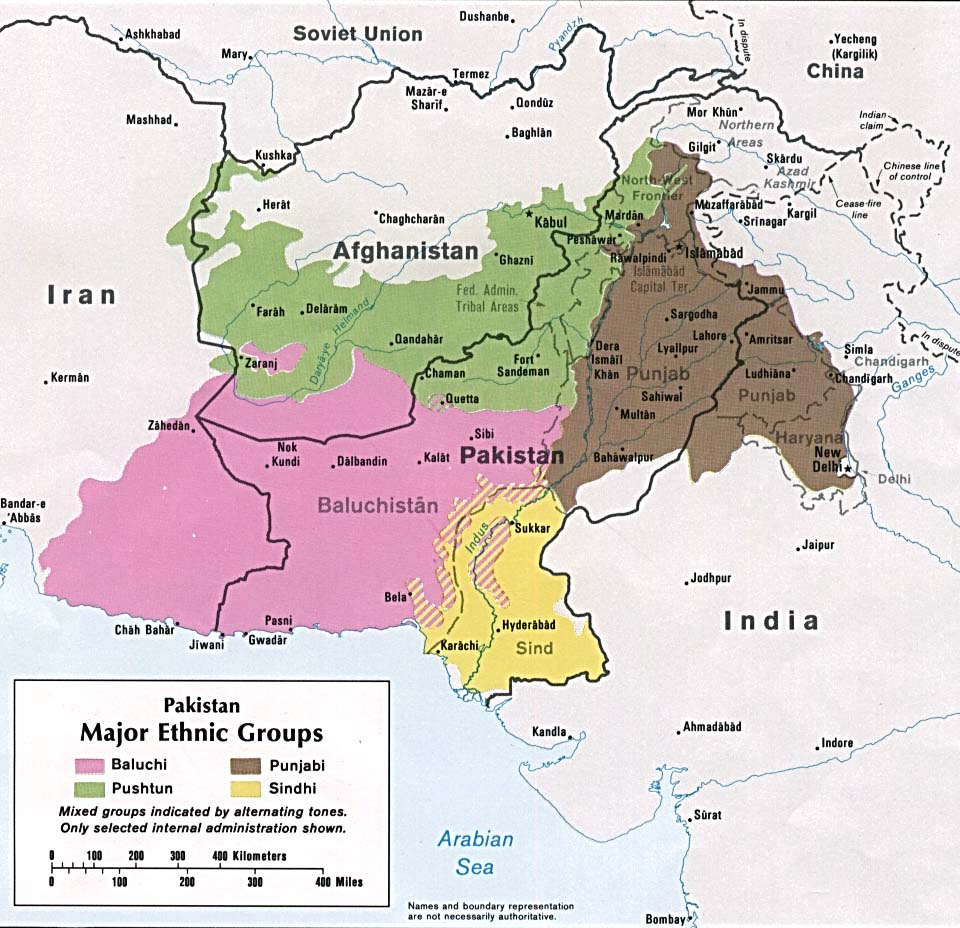
Balúčistán (fialově)

Balúčistán (též Belúdžistán) je historická blízkovýchodní oblast ležící při severním pobřeží Arabského moře Indického oceánu, tedy od ústí Perského zálivu až po indický subkontinent.
Administrativně je rozdělena mezi tři země:
- Afghánistán – Hilmand a Kandahár,
- Írán – Sístán a Balúčistán,
- Pákistán – provincie Balúčistán (Belúdžistán) v Pákistánu.

Dominantní náboženství v celé oblasti je islám.